# رضا مصطفى
رضا مصطفى (بالإندونيسية: Reza Mustofa)‏ هو لاعب كرة قدم إندونيسي في مركز نصف الجناح، ولد في 11 سبتمبر 1989 في منطقة وصاية لوماجانغ في إندونيسيا. لعب مع نادي آريما كرونوس.

## وصلات خارجية
- رضا مصطفى على موقع قاعدة بيانات كرة القدم.إي يو (الإنجليزية)
- رضا مصطفى على موقع Soccerway.com (الإنجليزية)